# Dieudonné Gbakle
Dieudonné Gbakle (* 20. Dezember 1995 in Bingerville) ist ein ehemaliger malischer Fußballspieler.

## Karriere

### Verein
Gbakle begann seine Profikarriere AS Bakaridjan de Barouéli und wechselte 2015 zur zweiten Mannschaft des OSC Lille, zur OSC Lille B. Eine halbe Spielzeit später zog er zur Reservemannschaft des FC Metz. Noch 2015 wurde er dann in die Profimannschaft aufgenommen und absolvierte für diese bis zum Sommer 2012 zwölf Ligaspiele.
Gbakle spielte für die Jugendmannschaften der Vereine Red Bull Ghana und Vision FC, ehe er 2014 beim serbischen Verein FK Radnik Surdulica seine Profikarriere startete. Hier absolvierte er in seiner ersten Saison elf Ligaspiele und ein Pokalspiel, während er sich in der nächsten Saison einen Stammplatz erkämpfte.
In der Sommertransferperiode 2016 wurde er in die türkische Süper Lig zu Gençlerbirliği Ankara transferiert und von diesem noch in der gleichen Transferperiode an den türkischen Zweitligisten Manisaspor ausgeliehen. Im November 2016 wurde erst sein Vertrag mit Manisaspor aufgelöst und im Januar 2017 mit Gençlerbirliği.
Nach einem halben Jahr ohne Verein schloss er sich wieder zurück in Frankreich zur Saison 2017/18 dem FC Pau im Championnat National an. Nach der Spielzeit endete sein Vertrag dort aber ebenso wieder. Seine nächste Station war danach NK Zagreb in Kroatien, welchen er sich Anfang März 2019 anschloss. Im Sommer 2019 trainierte er beim NK Široki Brijeg. Nachdem er Mitte August 2019 alkoholisiert in der Innenstadt von Široki Brijeg von der Polizei in Gewahrsam genommen worden war, endete seine Zeit dort bereits wieder.

### Nationalmannschaft
Gbakle spielte 2015 für die malische U-19-Nationalmannschaft.